# Uganda na Letních olympijských hrách 2008
Uganda se účastnila Letní olympiády 2008. Zastupovalo ji 12 sportovců (10 mužů a 2 ženy) v 5 sportech. Uganda nezískala žádnou medaili. Nejlepšího výsledku dosáhl Moses Kipsiro, jenž v běhu na 5000 m dorazil na celkovém 4. místě.